# Języki tybeto-birmańskie
     tybetańskie
     birmański
     kareńskie
     rung
     tani
     qiang
     bodo-garo
     konyak
     naga
     manipuri
     kuki-chin

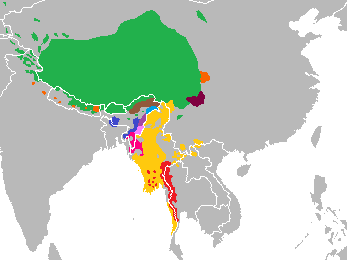
Zasięg geograficzny języków tybeto-birmańskich
tybetańskie
birmański
kareńskie
rung
tani
qiang
bodo-garo
konyak
Języki kuki-chin-naga:
naga
manipuri
kuki-chin

Języki tybeto-birmańskie – grupa około 330 języków używanych w regionie himalajskim, południowych Chinach i Południowo-wschodniej Azji.
W zależności od sposobu klasyfikacji traktuje się je jako:
1. podrodzinę w obrębie rodziny sino-tybetańskiej, obok języków chińskich[1] – starsza hipoteza, mocno podważana od lat osiemdziesiątych XX w., gdyż nie udowodniono genetycznego pokrewieństwa języków chińskich i tybeto-birmańskich, co jest konieczne, aby języki uznać za rodzinę[2],
2. odrębną rodzinę językową,
3. ogólne pojęcie zbiorcze dla kilku niespokrewnionych ze sobą grup językowych, gdyż nowsze ustalenia kwestionują genetyczną jedność języków tybeto-birmańskich[3].

## Główne języki
Języki mające ponad milion użytkowników:
- Birmański: 35 mln jako pierwszy język plus 15 mln jako drugi język w Mjanmie
- Yi (yipho): 4,2 mln w południowych Chinach
- Tybetański: 2 mln.; wraz z dialektami regionów Amdo i Kham 4,5 mln Tybetański Region Autonomiczny, Amdo, Kham
- Sgaw (sgo): 2 mln – Mjanma: stan Karen
- Arakański: 2 mln – Mjanma: Arakan
- Kham: 1,5 mln – Tybet: Kham
- Manipuri (meitei): 1,3 mln – Indie: Manipur, Asam, Nagaland
- Pwo (pho): 1,3 mln – Mjanma: stan Karen
- Tamang: 1 mln – Nepal: Dolina Kathmandu
- Yangbye: 1 mln – Mjanma
- bai (Minchia): 1 mln – Chiny: Yunnan

## Klasyfikacja języków tybeto-birmańskich
Nie osiągnięto pełnego konsensusu co do stopnia pokrewieństwa poszczególnych języków tybeto-birmańskich, prowadzone badania przynoszą wciąż nowe brakujące dane. Dotychczasowe ustalenia (2003) pozwalają na dokonanie roboczego podziału języków na następujące podgrupy:
- Języki tybeto-birmańskie
  - Języki bodyjskie z tybetańskim, tamang-ghale, tshangla, takpa, dhimal-Toto
  - Języki zachodnio-himalajskie
  - Języki mahakiranti z kiranti, newari-thangmi, magar-chepang
  - Języki północno-asamskie z językami tani (abor-miri-dafla), khowa-sulung, mijui (deng), idu-digaru
  - Języki hrusyjskie
  - Języki bodo-konyak-jingpho z bodo-koch (bar), konyak (północny naga), jingpho-sak (kachin-lui)
  - Języki kuki-chin-naga z mizo-kuki-chin, ao, angami-pochuri, zeme, tangkhul, meithei (manipuri), karbi (mikir)
  - Języki qiang-gyalrong z xixia-qiang i gyalrong
  - Języki nungijskie
  - Języki kareńskie
  - Języki lolo-birmańskie z lolo (yipho) i birmańskim
  - Języki izolowane: pyu †, dura †, lepcza, mru, naxi, tujia, bai